# Fianna Fáil
Fianna Fáil (Iers-Gaelisch voor Soldaten van het Lot, uitspraak: [ˌfʲiənə ˈfɔːlʲ]) was lang de grootste politieke partij in Ierland. De partij is sinds haar oprichting in 1926 vrijwel altijd aan de macht geweest. In de loop van de 20e eeuw verschoof zij van een radicale, ietwat linkse richting naar een conservatieve en centrumrechtse koers.

## Geschiedenis
Fianna Fáil werd opgericht op 23 maart 1926, en kreeg zijn naam op 2 april van dat jaar. De partij werd opgericht door Éamon de Valera, ex-Príomh-Áire, premier en president van de Dáil Éireann (april 1919-augustus 1921) en president van de Ierse Republiek (augustus 1921-januari 1922). De Valera had zijn functie neergelegd in januari 1922 uit protest tegen het Anglo-Iers Verdrag die een Ierse Vrijstaat zou creëren. Hij leidde de tegenstander Sinn Féin tijdens de Ierse Burgeroorlog (1922-23) voordat hij zich in 1926 uit de partij terugtrok, uit protest tegen het partijbeleid om de legitimiteit van de Vrijstaat en de Dáil Éireann te erkennen. Zijn nieuwe partij, Fianna Fáil, was ook tegen het akkoord, maar stond er pragmatischer tegenover. De partij streefde ernaar de Ierse Vrijstaat tot een echte republiek te maken, in plaats van aan te nemen dat alles wat tussen 1922 en 1926 was gebeurd niet uitmaakte en dat men simpelweg de klok kon terugdraaien naar de tijd van de Ierse Republiek.
Fianna Fáil weigerde in eerste instantie zitting te nemen in de Dáil Éireann van de Ierse Vrijstaat uit protest tegen de Eed van Trouw die alle leden van de Dáil moesten afnemen. Deze eed was in het Anglo-Iers verdrag van 1921 opgenomen en was opgesteld door Michael Collins die zinnen gebruikte uit de Irish Republican Brotherhood's Oath en suggesties van Éamon de Valera, de President van de Republiek. In de uiteindelijke versie van de eed belooft men "trouw" aan de "Ierse Vrijstaat" en dat "ik trouw zal zijn" aan Koning George V van het Verenigd Koninkrijk in zijn rol als koning van Ierland. De partij stapte hierom naar de rechter. De moord op de minister van Justitie Kevin O'Higgins bracht de regering ertoe een nieuwe wet in te voeren, waarin staat dat alle politieke kandidaten de eed moeten afleggen als ze gekozen zijn. Als kandidaten weigerden, was het onmogelijk om zich verkiesbaar te stellen. Fianna Fáil zag vervolgens af van de weigering de eed te zweren, verklaarde het een "lege belofte" en nam zitting in de Dáil.
De eerste partijleider was Éamon de Valera. Medeoprichters waren onder andere Sean Lemass (die de tweede leider werd), Sean T. O'Kelly en P.J. Ruttledge. In eerste instantie waren zij populair onder anti-'treaty'-aanhangers en arbeiders.

### De jaren van de Valera, 1926-1959
Op 9 maart 1932 werd Éamon de Valera gekozen tot President of the Executive Council van de Ierse Vrijstaat. Hij zou deze positie 21 jaar behouden waarvan 16 achter elkaar. Tijdens zijn eerste ambtsperiode probeerde De Valera de verschillen tussen Ierland en Groot-Brittannië te benadrukken. Het verbod op de IRA werd opgeheven, de Eed van Trouw aan de Britse Kroon werd afgeschaft en de macht van de Gouverneur-Generaal werd beperkt.
De Valera begon ook een economische oorlog met Groot-Brittannië door annuïteitbetalingen op land in te houden en hoge tarieven te zetten op Britse importen. De Britten reageerden hierop door hoge tarieven op Ierse goederen te zetten. Dit oog-om-oog-beleid duurde tot in 1938 de Anglo-Ierse Vrije Handelsovereenkomst werd getekend.
In mei 1936 hief De Valera de Ierse Senaat op en maakte bekend dat hij een nieuwe grondwet wilde samenstellen. Op 1 juli 1937 nam het Ierse volk de nieuwe grondwet aan: de Bunreacht na hÉireann. Deze nieuwe grondwet claimde dat Ierland het hele eiland besloeg en dat de Gouverneur-Generaal werd opgevolgd door de President van Ierland.
Toen in 1939 de Tweede Wereldoorlog uitbrak verklaarde De Valera dat Ierland neutraal zou blijven. Deze politiek werd niet gewaardeerd door de Britten, maar was sterk in het voordeel van de geallieerden.
In de Ierse parlementsverkiezingen van 1948 leed Fianna Fáil zware verliezen en verloor de partij de macht. Zij kwam in 1951 weer aan de macht, maar er kwamen geen nieuwe ideeën uit het kabinet. Sean Lemass wilde graag een nieuw economisch beleid opstellen, maar dat werd tegengehouden door de conservatievere leden van de regering. Fianna Fáil verloor opnieuw in 1954.
In 1957 werd De Valera voor de laatste keer gekozen als taoiseach (premier van Ierland). Hij was op dat moment 75 jaar oud en bijna blind. Hij liet Lemass doorgaan met zijn plannen voor economische uitbreiding. Dit mondde uit in het Programme for Economic Expansion in 1958. In 1959 werd Éamon de Valera gekozen als derde President van Ierland. Zijn opvolger als taoiseach was Sean Lemass, de tánaiste (vicepremier van Ierland).

### De jaren van Lemass, 1959-1966
Sean Lemass werd de nieuwe partijleider en taoiseach op 23 juni 1959, dezelfde dag dat De Valera president werd. Als taoiseach concentreerde Lemass zich hoofdzakelijk op economische zaken. Hij had de opdracht om het eerste programma voor economische ontwikkeling in te voeren in 1958. Het protectionisme werd afgeschaft en vrije handel werd ingevoerd. Belastingvoordeel werd gegeven aan bedrijven die zich in Ierland vestigden. Als resultaat van dit programma groeide de Ierse economie met 4% per jaar. Een tweede, nog ambitieuzer Programme for Economic Expansion werd in 1963 opgestart.
Het succes van zijn economisch beleid leidde tot een overwinning in de verkiezingen van 1961. Lemass voelde dat hij nu meer steun had en begon meer veranderingen door te voeren. Onder meer Brian Lenihan, Charles Haughey, George Colley en Patrick Hillery namen zitting in het nieuwe kabinet. Hoewel het een minderheidskabinet was, wordt het gezien als de beste regering in de geschiedenis van de staat.
De jaren zestig waren, als ook elders in de wereld, een tijd van grote veranderingen voor Ierland. In 1961 begon RTÉ uit te zenden, wat ervoor zorgde dat een nieuwe wereld zich opende voor de Ierse bevolking. In 1963 bezocht Amerikaans president John F. Kennedy Ierland. In 1966 werd gratis middelbaar onderwijs aangekondigd door de minister van Onderwijs Donagh O'Malley.
Tijdens zijn ambtstermijn begon Lemass met een nieuw verzoeningsbeleid met Noord-Ierland. Op 9 januari 1965 reisde hij in het geheim af naar Stormont voor overleg met de Noord-Ierse premier Terence O'Neill. In februari kwam O'Neill vervolgens naar Dublin voor een vervolgoverleg. Later werden de bezoeken over en weer meer frequent. De uitbundige festiviteiten naar aanleiding van de 50e verjaardag van de Paasopstand in 1966 leken wat van Lamass zijn werk ongedaan te maken.
In november 1966 kondigde Lemass zijn aftreden aan als partijleider en taoiseach. Na vijftig jaar in dienst te zijn geweest van Ierland stappen Sean Lemass, Seán MacEntee en James Ryan, die zo lang de Ierse politiek hadden gedomineerd, van het politieke podium. Na zijn terugtrekking ontstond er een nieuw type politiek en politici, en volgde er een felle race om Lemass als taoiseach op te volgen.

### De jaren van Lynch, 1966-1979
Jack Lynch werd gekozen als de derde partijleider van Fianna Fáil en taoiseach op 10 november 1966. Frank Aiken, de minister van Buitenlandse Zaken en het enige nog overgebleven lid van De Valera's eerste kabinet werd aangewezen als tánaiste. Tijdens zijn eerste termijn als taoiseach kwam hij in verschillende crises terecht. In 1969 braken The Troubles uit in Noord-Ierland. Lynch was erop gebrand dat het geweld niet naar de Republiek zou uitbreiden en een burgeroorlog zou veroorzaken. Op het hoogtepunt van de gewelddadigheden hield hij een beroemde toespraak op de radio- en televisiezender RTE: "[Irish] government could no longer stand by and watch innocent people be injured or perhaps worse." (de [Ierse] overheid kan niet langer aan de zijlijn staan en aanzien hoe onschuldige mensen gewond raken of erger.) Velen dachten dat de Republiek het Noorden zou binnenvallen, maar niets was minder waar. Dit zou namelijk betekenen dat het leger en vele nationalisten het leven zouden laten. Lynch was succesvol in zijn poging het geweld in te dammen. Het geweld bleef beperkt tot de zes county's in het noorden.
In 1970 ontdekte Lynch dat twee van zijn ministers, Charles Haughey en Neil Blaney, betrokken waren geraakt in een complot om wapens te importeren voor gebruik door Noordelijke nationalisten. Beiden werden ontslagen uit het kabinet. Deze crisis werd de Arms Crisis genoemd. Later moesten Haughey en Blaney voor de rechtbank verschijnen, maar beiden werden vrijgesproken van enige schuld. De crisis leidde lange tijd tot een scherpe scheiding binnen Fianna Fáil.
Op 1 januari 1973 werd Ierland lid van de EU. Dit was een van de grote mijlpalen uit de ambtstermijn van Lynch als taoiseach, alhoewel de eerste stap tien jaar ervoor door Lamass werd gezet. Na de verkiezingen van 1973 kwam de partij in de oppositie te zitten. Het was de eerste keer in zestien jaar. De coalitie van Fine Gael en Labour hield vier jaar stand.
Tijdens de verkiezingen van 1977 beleefde Fianna Fáil de grootste overwinning in haar geschiedenis, met een meerderheid van twintig zetels. De oorzaken van deze winst waren de populaire economische beleidsplannen die het had opgesteld, de ontevredenheid met de coalitie en de grote populariteit van Lynch als leider. Na twee jaar werd de regering echter steeds minder populair. Slechte resultaten in de Europese verkiezingen drukten zwaar op Lynch en hij trad af op 5 december 1979. De race om zijn opvolging ging voornamelijk tussen George Colley en Charles Haughey.

### De jaren van Haughey, 1979-1992
Negen jaar nadat de Arms Crisis bijna zijn carrière had beëindigd, werd Charles Haughey gekozen tot de vierde partijleider van Fianna Fáil en taoiseach. Zijn eerste ambtstermijn als taoiseach stond in het teken van economische problemen. Na de oliecrisis was de Ierse economie in slechte vorm en groeiden de financiële schulden aan het buitenland sterk. Bij de verkiezingen van 1981 behaalde de partij haar slechtste resultaat in 20 jaar. Haughey en Fianna Fáil kwamen opnieuw in de oppositie te zitten.
1982 was een bijzonder jaar in de Ierse politieke geschiedenis. Er werden twee keer parlementsverkiezingen gehouden en er waren drie pogingen om Haughey als leider van de partij af te zetten. Bij de algemene verkiezingen in februari 1982 lukte het Haughey niet om een meerderheid te krijgen. Verschillende TDs (parlementsleden) onder leiding van Desmond O'Malley probeerden het leiderschap over te nemen van Haughey, maar traden op de dag van de verkiezingen terug. Haughey werd tot taoiseach gekozen met hulp van de onafhankelijke TDs. In oktober werd een tweede poging gedaan om Haughey eruit te zetten, dit keer door Charlie McCreevy. Haughey won de open stemming echter met gemak. Na de verkiezingen in november 1982 verloor Fianna Fáil de macht en een volgende leiderschapsstrijd deed zich voor in februari 1983. Een gesloten stemming leverde echter vrijwel hetzelfde resultaat op: 40 voor en 33 tegen Haughey. Fianna Fáil bleef vier jaar in de oppositie.
Na de algemene verkiezingen in 1987 kwam de partij opnieuw aan de macht, maar zonder een meerderheid. Haughey werd op het nippertje gekozen als taoiseach. Tijdens zijn ambtsperiode concentreerde Haughey zich hoofdzakelijk op economische problemen en probeerde hij de fiscale situatie van het land te keren. In 1989 dacht hij een meerderheid te kunnen winnen en organiseerde vervroegde verkiezingen. Maar in plaats van zetels te winnen, verloor de partij er een aantal en vormde een coalitie met de Progressive Democrats om aan de macht te kunnen blijven. Dit was het begin van het einde voor Charles Haughey.
Na de presidentsverkiezingen in 1990 werd Haughey gedwongen zijn tánaiste en oude vriend Brian Lenihan te ontslaan. In 1991 werd zijn leiderschap uitgedaagd door Albert Reynolds. Zijn poging was niet succesvol, maar er bleek wel uit dat Haughey zijn greep op de partij aan het verliezen was. In 1992 plaatste Seán Doherty Haughey centraal in een schandaal rondom het aftappen van de telefoons van twee journalisten, tien jaar eerder. Haughey had altijd ontkend er iets van te weten, maar Doherty beweerde publiekelijk het tegenovergestelde. Haughey werd gedwongen af te treden en Albert Reynolds werd de nieuwe partijleider en taoiseach.

### De jaren van Reynolds, 1992-1994
Op 11 februari 1992 werd Albert Reynolds gekozen tot taoiseach. Nadat hij werd beëdigd door president Mary Robinson kondigde hij zijn nieuwe kabinet aan. Reynolds ontsloeg acht leden van Haugheys oude kabinet, onder wie Gerard Collins en Ray Burke. Reynolds hoopte de coalitie met de Progressive Democrats voort te zetten, maar na het Beef Tribunal trokken zij zich terug uit de regering, en werd er een verkiezing georganiseerd.
Toen de resultaten van de algemene verkiezingen van 1992 binnenkwamen was het duidelijk dat zowel Fianna Fáil en Fine Gael stemmen hadden verloren. Labour had het beste resultaat met 33 zetels. Na onderhandelingen werd er een coalitie gevormd tussen Labour en Fianna Fáil. Dick Spring van Labour nam de belangrijke rollen van tánaiste en minister van Buitenlandse Zaken op zich.
Een van de belangrijkste componenten van Reynolds' ambtsperiode als taoiseach was de ontwikkeling in het Noord-Ierse vredesproces. Reynolds was voorstander van het toelaten van de republikeinen in de politiek als ze het geweld zouden afzweren. Onderhandelingen waren al een tijd aan de gang tussen John Hume en Gerry Adams, en Reynolds ging in gesprek met zijn Britse tegenhanger, John Major. Op 15 december 1993 werd de Downing Street Declaration getekend tussen beide overheden. Deze overeenkomst maakte het staakt-het-vuren van de IRA in 1994 mogelijk.
In 1994 konden Reynolds en Spring het niet eens worden over wie de aanstelling als rechter in het Irish Supreme Court zou moeten krijgen. Uiteindelijk leidde dit meningsverschil tot het einde van de periode met Reynolds als taoiseach, en hij trad af in november 1994. De nieuwe aanvoerder was de minister van Financiën, Bertie Ahern.

### De jaren van Ahern, 1994-2008
Op 19 november 1994 werd Bertie Ahern gekozen tot zesde leider van Fianna Fáil. Hij was ook de jongste partijleider. Het was de bedoeling dat hij taoiseach zou worden en dat de coalitie met Labour zou worden voortgezet. Maar de dag voordat de regering opnieuw zitting zou nemen zegde Dick Spring het geheel af, waarop de coalitie werd beëindigd. Een nieuwe regering onder leiding van Fine Gael werd gevormd. Ahern was nu de leider van de oppositie, een positie die hij niet had voorzien. Na de verkiezingen van 1997 vormde Fianna Fáil een regering met de Progressive Democrats. Bertie Ahern werd de nieuwe taoiseach.
Met Ahern in Ierland en Tony Blair in Groot-Brittannië was er hoop op een vredesovereenkomst in Noord-Ierland. Dit werd het Goede Vrijdag-akkoord, dat door politici uit de Ierse Republiek, Groot-Brittannië en Noord-Ierland werd ondertekend en werd aangenomen door het volk aan beide zijden van de Ierse grens.
Tijdens Aherns ambtstermijn kwam Fianna Fáil steeds verder onder vuur te liggen, doordat verhalen over corruptie binnen de partij steeds frequenter werden. Ray Burke werd gedwongen af te treden als minister van Buitenlandse Zaken naar aanleiding van beschuldigingen van corruptie, en Liam Lawlor werd ondervraagd over betalingen die hij had ontvangen. Ook details over financiële deals die oud-partijleider Charles Haughey had gemaakt, kwamen aan het licht.
Uit de resultaten van de verkiezingen van 2002 bleek echter dat alle schandalen weinig hebben gedaan om de populariteit van Ahern en Fianna Fáil te schaden. Fianna Fáil won echter geen algehele meerderheid en de regering bleef in coalitie met de Progressive Democrats. Het was de eerste keer sinds 1969 dat een regering werd herkozen.

## Presidenten namens Fianna Fáil
Van Ierlands acht presidenten waren er zes ofwel in de partij, ofwel werkten zij met de regering van de partij. Alleen Douglas Hyde (1938-1945) en Mary Robinson (1990-1997) hadden geen connecties met Fianna Fáil. Hyde was genomineerd door Fine Gael met steun van Fianna Fáil, en Robinson was een Labour-kandidaat die een kandidaat van Fianna Fáil (Brian Lenihan, die halverwege zijn campagne bij een schandaal betrokken raakte) versloeg.

## Andere belangrijke Fianna Fáil-politici
- Frank Aiken
- David Andrews
- Neil Blaney
- Gerald Boland
- Kevin Boland
- Erskine Hamilton Childers
- George Colley
- Gerard Collins
- Brian Cowen
- Dr. Patrick Hillery
- Brian Lenihan
- Seán MacEntee
- Micheál Martin
- Charlie McCreevy
- Desmond O'Malley
- Mary O'Rourke
- James Ryan

## Verder lezen (in het Engels)
- Bruce Arnold, Jack Lynch: Hero in Crisis (ISBN 1903582067)
- Tim Pat Coogan, Éamon de Valera (ISBN 009175030X)
- Joe Joyce and Peter Murtagh, The Boss: Charles J. Haughey in Government (ISBN 0905169697)
- FSL Lyons, Ireland Since the Famine
- Dorothy McCardle, The Irish Republic
- T. Ryle Dwyer, Nice Fellow: A Biography of Jack Lynch (ISBN 1856353680)
- T. Ryle Dwyer, Short Fellow: A Biography of Charles J. Haughey (ISBN 1860231004)
- T. Ryle Dwyer, Fallen Idol: Haughey's Controversial Career (ISBN 1856352021)
- Raymond Smith, Haughey and O'Malley: The Quest for Power (ISBN 1870138007)
- Tim Ryan, Albert Reynolds - The Longford Leader: The Unauthorised Biography (ISBN 0861215494)
- Dick Walsh, The Party (ISBN 0717114465)